# Sant’Agata di Esaro
Sant’Agata di Esaro község (comune) Olaszország Calabria régiójában, Cosenza megyében.

## Fekvése
A megye nyugati részén fekszik, az Esaro völgyében. Határai: Belvedere Marittimo, Bonifati, Buonvicino, Cetraro, Malvito, Mottafollone és Sangineto.

## Története
A település eredetére vonatkozóan nincsenek pontos adatok. Egyes vélemények szerint az ókori Artemisia helyén épült fel.

## Népessége
A népesség számának alakulása:

## Főbb látnivalói
- San Francesco-kolostor
- Santa Maria Assunta-templom
- Santa Maria delle Grazie-templom
- Santa Lucia-templom